# 忠信錶行械劫案
忠信錶行械劫案於1985年5月1日在香港發生，一個由7名匪徒（包括後來成為頭號通緝犯的季炳雄）組織而成的犯罪集團，持械行劫位於九龍尖沙咀彌敦道46號的忠信錶行，期間3度向警察火拼，雙方合共交火逾126響，為香港歷史上駁火次最多的警匪槍戰。犯罪集團憑藉挾持人質及武器優勢而成功殺出重圍、滿載（市場價值逾180萬港元）而歸。兩名匪徒之外，另外一名女性人質職員、一名途人和7名警務人員受傷。
經過逾4個月的大舉追捕，警察包圍犯罪集團位於香港島跑馬地成和道的巢穴，最終由時任特別任務連副主管鄧竟成總督察策劃攻堅行動，一槍不發，成功生擒全數7名疑犯，並且起出3支槍械，以及尋回9成賊贓。

## 械劫案經過

### 警察預先埋伏近月
1985年，警務處獲得情報得悉，一個由7名匪徒（包括後來成為頭號通緝犯的季炳雄）組織而成的犯罪集團準備在尖沙咀持械行劫，目標為位於彌敦道46號的忠信錶行。因此，警務處事前在目標現場及一帶範圍布下了天羅地網。首先安排大批重案組人員在加拿芬道、麼地道、中間道和彌敦道埋伏，靜待匪徒出現時空群而出，將犯罪集團一網成擒；在碧仙桃路、香港喜來登酒店、國賓酒店和凱悅酒店預備堵截，防止歹徒逃脫。當中有部份偽裝成為小販、路人、遊客和的士司機等。而刑事情報科跟蹤組則在位於目標現場對面的凱悅酒店（今iSquare）一個房間安裝攝錄器材進行監視，以及作為蒐證用途。此外，警察借用了位於目標現場對面的店舖作為臨時指揮中心。

### 犯罪集團墜入警網
埋伏設下了接近一個月，至5月1日晚上10時半，忠信表行職員如常地準備關門。此時，知道墜入了警網的犯罪集團仍然選擇闖進忠信錶行犯案。有匪徒在店內拔出手槍指嚇職員，兩人則在店外把風，其中一人握緊手槍站在彌敦道中央，喝令途人離開，其餘一人則提起店外鐵閘，以防止鐵閘滑落後將他們圍困。由於發生在熙來攘往的彌敦道，途人眼見匪徒明目張膽、動作囂張，一度誤以為是電視台或者電視製作公司正在進行外景拍攝，因此當時不單無人散開，甚至駐足觀看周圍。臨時指揮中心察覺勢色不對，隨即下令所有埋伏人員緊急戒備、準備隨時行動。
此時，在店內的5名匪徒以鐵鎚試圖擊碎玻璃飾櫃，不過由於為強化玻璃，因此匪徒均徒勞無功，其中一名情急之下舉槍向玻璃飾櫃開火。職員聞響慌忙躲避，連告途人如夢初醒，連忙爭相走避，頓時引起混亂。

### 警匪槍戰，交火逾百
有匪徒開火後，警察隨即行動。一名警長領隊拔槍上前警告，不過匪徒並無理會，其中一名匪隨即舉槍企圖開火，惟被警長先發制人，一槍命中匪徒胸口。由於匪徒穿著防彈衣，匪徒中槍穩定跌勢後，隨即再向警長駁火，而且命中警長腋下（防彈衣未覆蓋之位置），警長立時浴血倒地。此時，大批警察開火，兩名在店外把風的匪徒亦肆意還擊，其餘5人則指令職員打開玻璃飾櫃，並且越過玻璃飾櫃大肆搜掠，放進旅行袋內。

#### 挾持人質阻擋，成功滿載而歸
一輛載了4名由警務人員偽裝為司機和乘客的的士駛至彌敦道後加入包圍行動，不過由於缺乏火力掩護，而且完全暴露在火網中，該輛的士迅速滿布彈孔，4名人員倒臥浴血。匪徒滿載後，將一名女性職員挾為人質，以人質之身驅作為防禦，並且安然走出店外，走向預先泊在附近的一輛客貨車，期間邊向警察開火，而警察為了保障人質，期間並無開火還擊。

#### 督察三度死裡逃生
剛巧該輛客貨車尾門有一對華洋人員埋伏，警匪相遇後再度爆發槍戰。匪徒計算到兩名人員已經發射了23響，僅剩餘一發子彈，已經無甚還擊之力，為免夜長夢多，時間過後將會更多警察力量加入包圍，遂急忙將人質推開，連隨進入車廂。期間，匪徒繼續開火，多槍命中耗盡了彈藥的華人人員，而外籍督察就趁機迴避，至全數匪徒登入客貨車後，該名外籍督察隨即在客貨車的右邊車窗位置向車廂內發射了僅餘一槍及命中匪徒，車廂內傳出痛嚎。數名匪徒其後大肆還擊，伸手出車窗外瘋狂掃射該名外籍督察，而且多槍命中。其中犯罪集團的首領怒不可遏，持一把半自動手槍從客貨車跳出，衝前往該名準備起來的外籍督察面前，槍管指壓其額。該名外籍督察跪著，並且高舉雙手求情。當該名首領拉動板機後，才發現該支半自動手槍已經耗盡彈藥，遂折返客貨車，持另外一支槍再企圖向該名外籍督察行刑式報復，至拉動板機後再次發現彈藥耗盡。該名首領於是連忙返回客貨車內，命令司機高速撞向該名外籍督察，最終後者成功避開，犯罪集團於是絕塵而去。

## 械劫案後續

### 警隊震怒，社會嘩然，傳媒抨擊，立會質詢
縱然犯罪集團墜入警網，最終匪徒憑著挾持人質及武器優勢，仍然能夠劫走市場價值逾180萬港元的財物突圍警察重圍、滿載而歸。期間，雙方合共交火逾126響，其中匪徒開火逾40響，警察開火86響，為香港歷史上駁火次最多的警匪槍戰。兩名匪徒之外，另外造成一名女性人質職員、一名途人和7名警務人員受傷，其中兩人情況欠佳。是次圍捕失利令到警務處憲委級大為震怒，香港社會更是譁然，質疑皇家香港警務處是否仍然有能力去維持香港治安、保護香港市民的生命及財產，香港傳媒則連日來猛烈抨擊警察部署失當，質疑無出動特別任務連等等。
同月，立法局首次因為劫案召開會議，就此案件質詢時任保安司謝法新，謝法新在回應立法局議員王澤長提問時，表示警務處將會就案件舉行內部聆訊以及內部調查。他強調當日警察的行動部署、策劃及行動均適當，否認因為線報失準或者計劃有欠周詳而導致合共9人（並未計算兩名匪徒）在此案件中受傷。他又表示，案件中的匪徒具有專業水準，而且殘暴，警察正在致力破案。

#### 警隊內部全面檢討
警務處於是將由刑事情報科跟蹤組所攝錄得來的犯罪集團犯案過程寄予多個警察單位觀摩，研究是次圍捕當中不足之處。結論為警務人員缺乏戰術訓練，致使在實戰中表現差勁，槍法水準惡劣。此外，匪徒所使用之槍械均比較當時偵緝警務人員所使用的槍械（曲特偵探版本左輪手槍）火力強大得多，彈藥亦更充足，致使雙方強弱懸殊，警察無法完全抗衡。

### 大舉追捕
此時警務處備受來自各方面的壓力，為了重拾前線警務人員士氣、挽回警務處的聲譽及香港市民的信任，警務處投放了大量人力資源調查案件，並且成功發現犯罪集團背景。犯罪集團首領為陳虎鉅，領導的是一個湖南大圈犯罪集團，成員均為慣犯及大圈仔，部份成員更接受過軍事訓練，而且配備防彈衣、半自動手槍及密林手槍等。
同年5月17日及6月11日發生的荔枝角金行械劫案及運輸署解款車械劫案（開槍擊傷一名解款員，及劫掠全數約兩百萬港元鈔票）均懷疑為上述犯罪集團所為。經過軍械鑑證科的鑑證，確認從解款員身上取出之子彈為同一犯罪集團所用。為了儘早破案，警察廣佈線眼，多次直搗懷疑賊巢，不過依然徒勞無功。
直至約5個月後的9月22日下午2時，元朗錦上路錦崗花園一個住宅單位突然冒出大量濃煙，附近村民以為發生火災，於是報警求助。警務人員抵達現場後調查起火因由時，發現兩名男子從火警單位中匆匆離開，人員欲查問時，其中一名男子突然向人員連開兩槍，並且乘亂登上一輛私家車，往錦上路方向逃走。約兩小時後，警察在錦上路近大江浦村附近發現該輛被通緝的私家車，惟兩名男子不知所終。警察估計他們已經轉乘其他車輛逃走，於是在全香港各條主要公路上設置了多個路障，截查可疑車輛。同日下午6時30分，一個設置在獅子山隧道公路往九龍方向的路障內，當警務人員向一輛駛近的私家車揮手、示意需要將其截停檢查之際，該輛私家車上的司機並無依從指示，更突然加速衝過路障，乘客更向警察開了一槍。至駛過收費亭之際，突然扭軚穿越缺口迴旋，返往新界方向飛馳。
後來證實，在火災現場被發現的一具燒焦的男性遺體頭上有3個彈孔，火災相信為人為，以毀屍滅跡，殺人滅口，而且乃與忠信錶行械劫案有關連。此一連串事件致使調查工作有了突破性的進展，警察推斷先是此前在槍戰中被外籍督察射擊命中的匪徒已經傷重死亡，而由於警察的大規模調查及追捕，致使犯罪集團無法出售賊贓，最終引致內鬨、互相殘殺。

### 一槍不發，全數生擒
9月24日凌晨時份，大批穿上防彈衣的警務人員荷槍實彈出動，掩至香港島跑馬地成和道一帶部署，及將附近道路封鎖。與此同時，特別任務連時任副主管鄧竟成總督察領導30多名人員（包括後來成為權益互助社主席的警員梁家聲）抵達現場，分成攻擊隊和狙擊隊3組，分別負責攻堅及地面支援，餘下的狙擊隊則在藍塘道和景光街的隱蔽處進行高空監察。凌晨5時15分，攻擊隊先炸開目標住宅單位之鐵閘及以破門鎚撞破木門，狙擊隊則向目標住宅單位連續發射大量曳光彈和催淚彈，破門後，攻擊隊則向目標住宅單位連環投擲震撼彈。人員評估到匪徒已經失去抵抗能力，遂喝令匪徒投降（當時警務處更改了指引，要求警務人員強攻進入前必須先通知單位內的疑犯，等待至無投降跡象後才可以行動。），最後一舉衝入目標住宅單位，並且搜查全數房間，一槍不發，成功在目標住宅單位的不同位置生擒全數7名疑犯，並且起出3支槍械，以及9成賊贓；整個行動耗時不到5分鐘。在行動中，警察同時發現犯罪集團配備監聽警察通話機的通訊器材，不過仍然無法招架特別任務連的攻堅，束手就擒。
行動後，全體特別任務連人員獲得頒授警務處處長嘉許狀。

## 後續
事件後，犯罪集團首領陳虎鉅轉為控方證人，提供重要線索，除了承認參與過忠信銀行械劫案外，亦承認涉及4宗強姦及1宗爆竊案，鑑於他被拘捕後非常合作，香港高等法院於1985年12月判決其中3項行劫罪名成立，最終陳虎鉅被判處入獄13年。

## 軼事
1997年，一名受到妻子自殺打擊的陳姓男子為了引起外界關注，將在赤柱監獄服刑時認識的忠信錶行械劫案涉案者之一陳鉅虎（同姓同齡）、寶生銀行解款車械劫案其中兩名涉案者韋志南和馮渡山所講及的故事據為己用，向香港傳媒冒認為忠信錶行械劫案涉案者之一，表示於獲釋後已經洗心革面，引來大批記者連日採訪，最終被揭發為說謊。
2006年4月20日凌晨3時許，該名陳姓男子在灣仔區波斯富街與謝斐道交界的一個過海的士站醉酒滋事，以身軀攔阻多輛的士行駛、掌摑上前調查警員、拒絕出示香港身份證及被拘捕後頭擊警察車輛車門及繼續掙扎。被拘捕的該名陳姓男子不滿警察以多欺少，又重提他當年「參與」忠信錶行械劫案的經歷。

## 外部連結
- 當年今日 （页面存档备份，存于） 尖沙咀警匪槍戰
- 忠信錶行械劫案 （页面存档备份，存于）
- 《歷史回望》第27集《香江歲月》1985 （页面存档备份，存于）